# Barrio Guadalupe, Chiapas
Barrio Guadalupe är en ort i Mexiko.   Den ligger i kommunen Bella Vista och delstaten Chiapas, i den sydöstra delen av landet, 800 km sydost om huvudstaden Mexico City. Barrio Guadalupe ligger 625 meter över havet och antalet invånare är 199.
Terrängen runt Barrio Guadalupe är varierad. Runt Barrio Guadalupe är det ganska tätbefolkat, med 108 invånare per kvadratkilometer. Närmaste större samhälle är Frontera Comalapa, 9,8 km öster om Barrio Guadalupe. I omgivningarna runt Barrio Guadalupe växer huvudsakligen savannskog.